# Сентендре
Сентендре (угор. Szentendre) — місто в центральній частині Угорщини, в медьє Пешт, за 20 км від на північний захід від Будапешта. Місто заснували в XVII столітті сербами, що рятувалися від смути в своїй країні, викликаної турецькою навалою. Нині Сентендре знане як місто художників з безліччю галерей і майстерень.

## Історія
Сентендре був заснований в XI столітті під латинською назвою Sanctus Andreas, хоча ще в I столітті на цьому місці стояв військовий табір стародавніх римлян і фортеця Ульцізія-Кастра. Наприкінці XIV століття в Сентендре з'явилися серби і греки, які тікали від турків. Серед біженців було багато купців і ремісників, що сприяло процвітанню містечка, якому, однак, завадили епідемія чуми і повені. Новий розквіт Сентендре забезпечили художники, що відкрили ідилічне містечко в 1900-ті роки. Тепер[коли?] більшість художників, які жили в Сентендре, перенесли свої майстерні до Будапешта, проте Сентендре як і раніше славиться численними художніми галереями і музеями і став популярним туристичним напрямком.

## Пам'ятки

#### Православні і католицькі храми
- Церква Благовіщення
- Церква Богоявлення
- Церква Преображення
- Белградський собор (Саборна)
- Римсько-Католицька церква
- Католицький храм Святих Петра і Павла

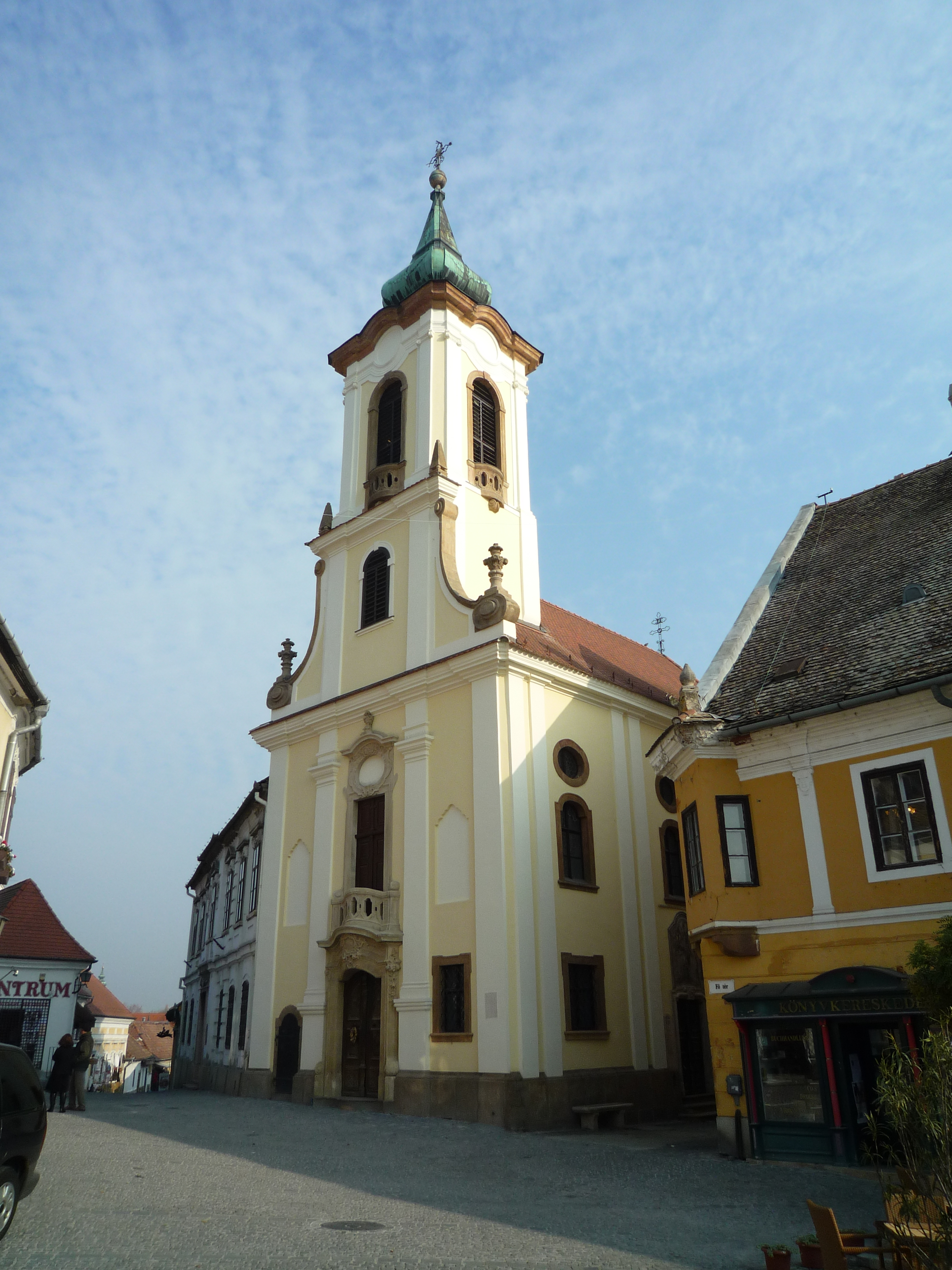
Церква Благовіщення
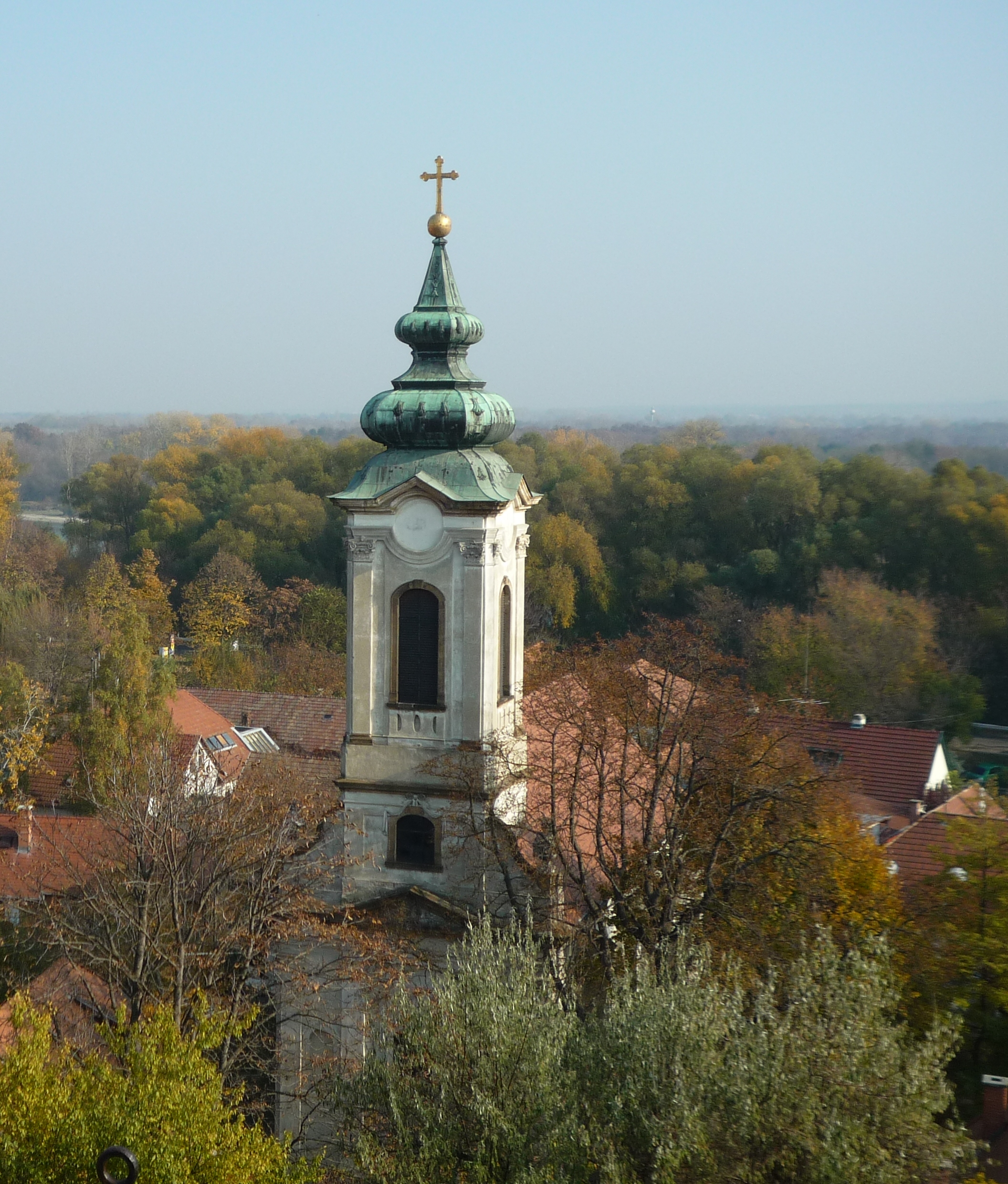
Церква Преображення
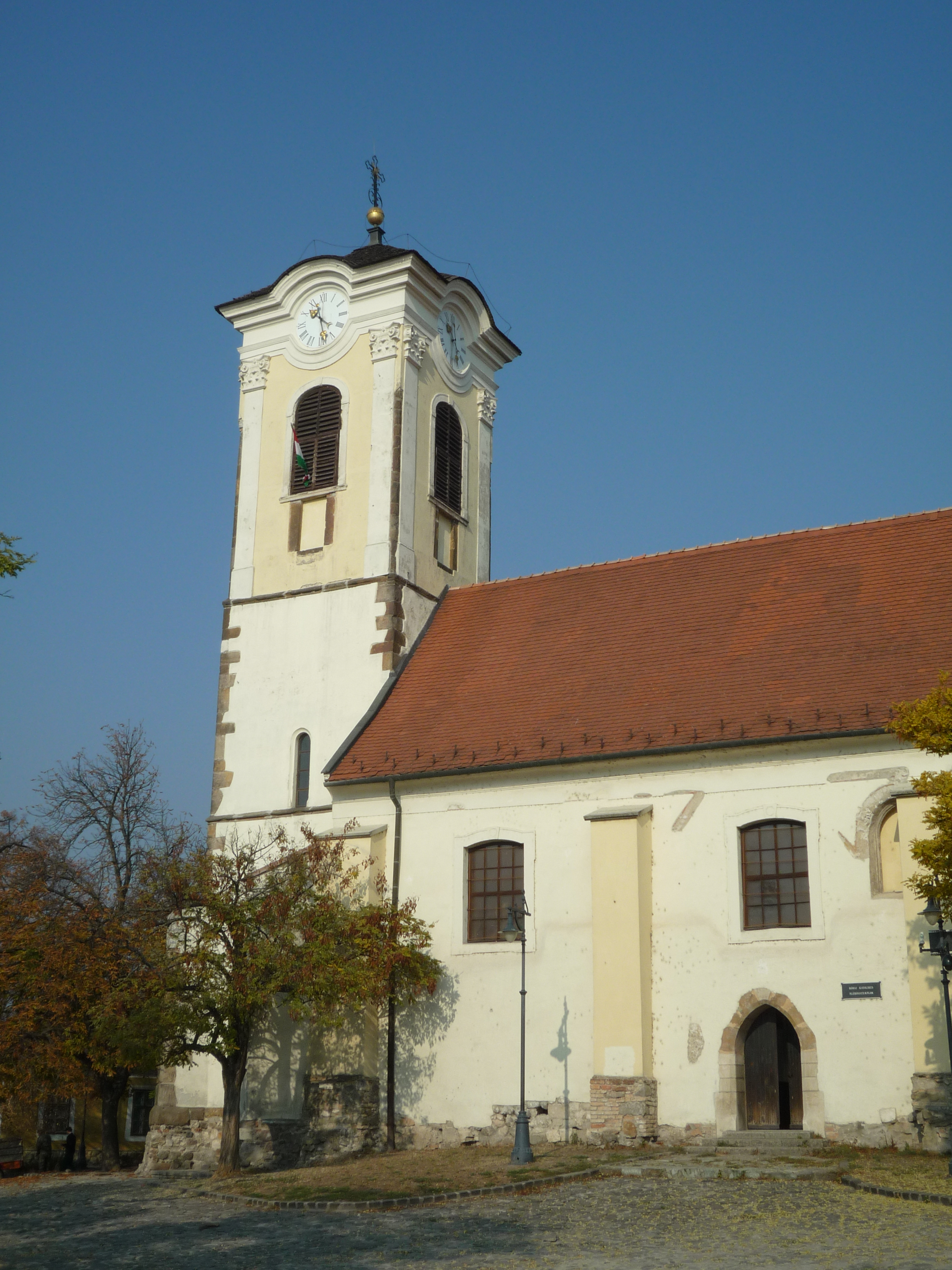
Римо-Католицька церква
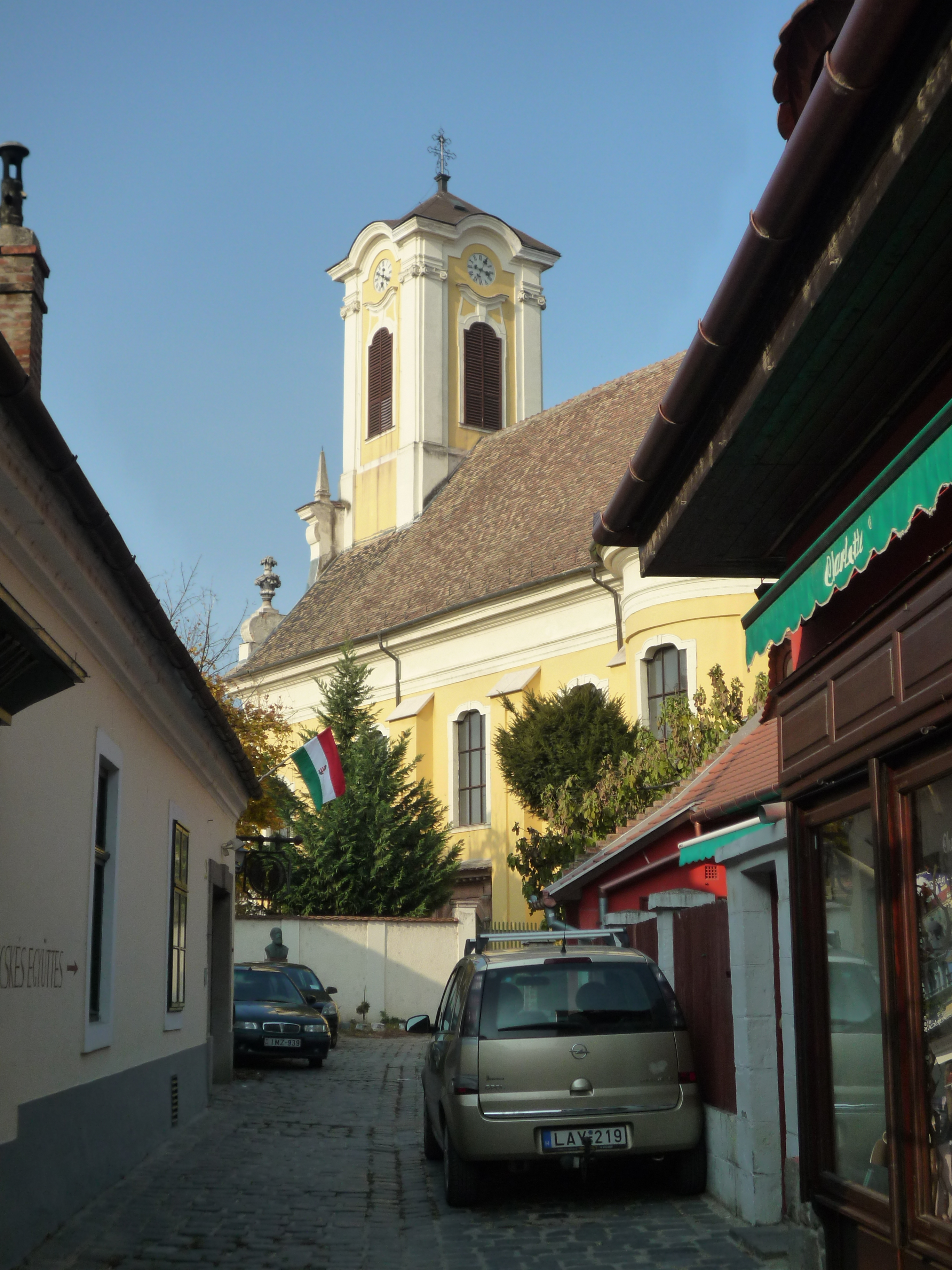
Католицький храм Святих Петра і Павла

#### Музеї
- Музей громадського транспорту Будапешту
- Будинок-музей родини Санто
- Музей Лайоша Вайди
- Музей Каро Ференці
- Музей марципанів
- Музей вина
- Музей кераміки Маргіт Ковач
- Музей сербського православного мистецтва
- Музей Яноша Кметті
- Музей Бели Цобеля
- Колекція Єні Барч
- Музей Імре Амоша та Анни Маргіт
- Етнографічний музей просто неба
- Кондитерська Добош

## Транспорт
З Будапешту в Сентендре кожні 20 хвилин вирушають приміські електрички HÉV від станції на площі Баттяні. Автобусне сполучення між Будапештом і Сентендре організовано від автовокзалу біля мосту Арпада. Час у дорозі становить приблизно 30 хв.

## Галерея

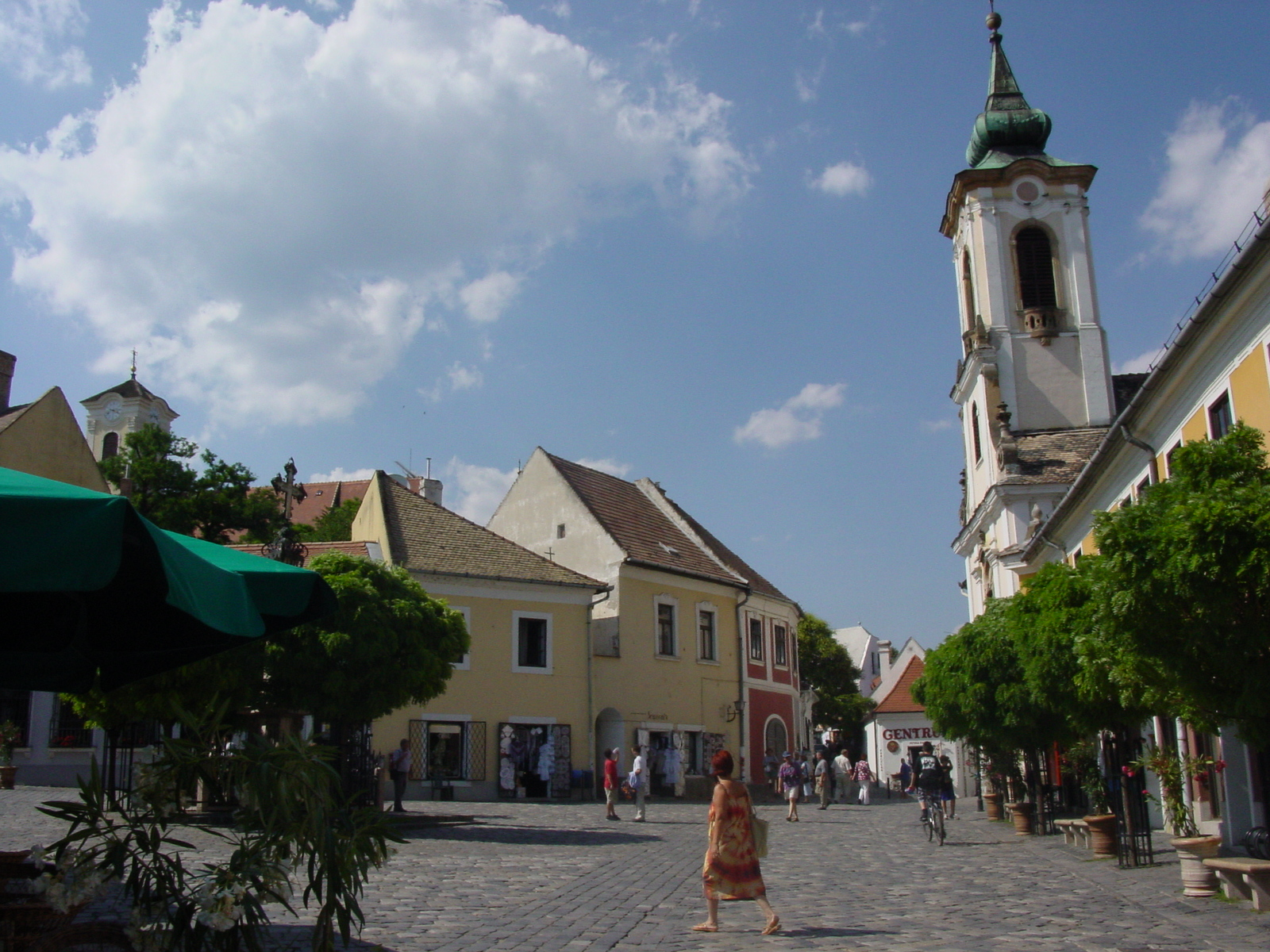
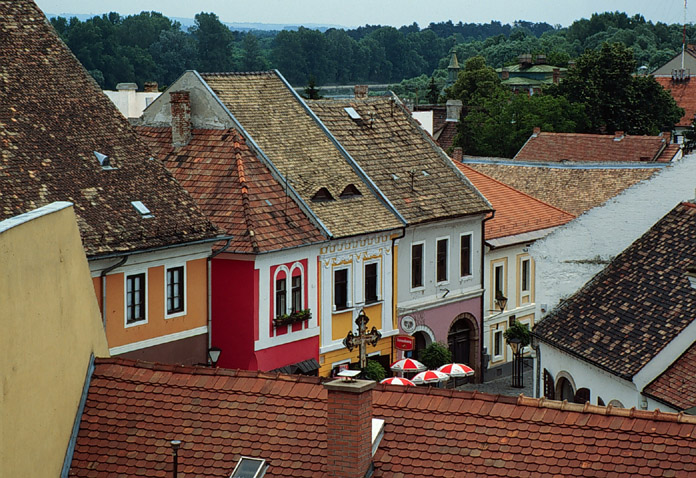
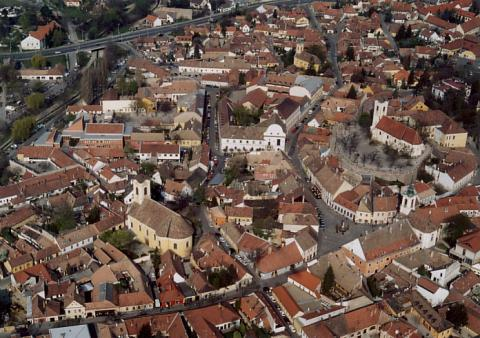
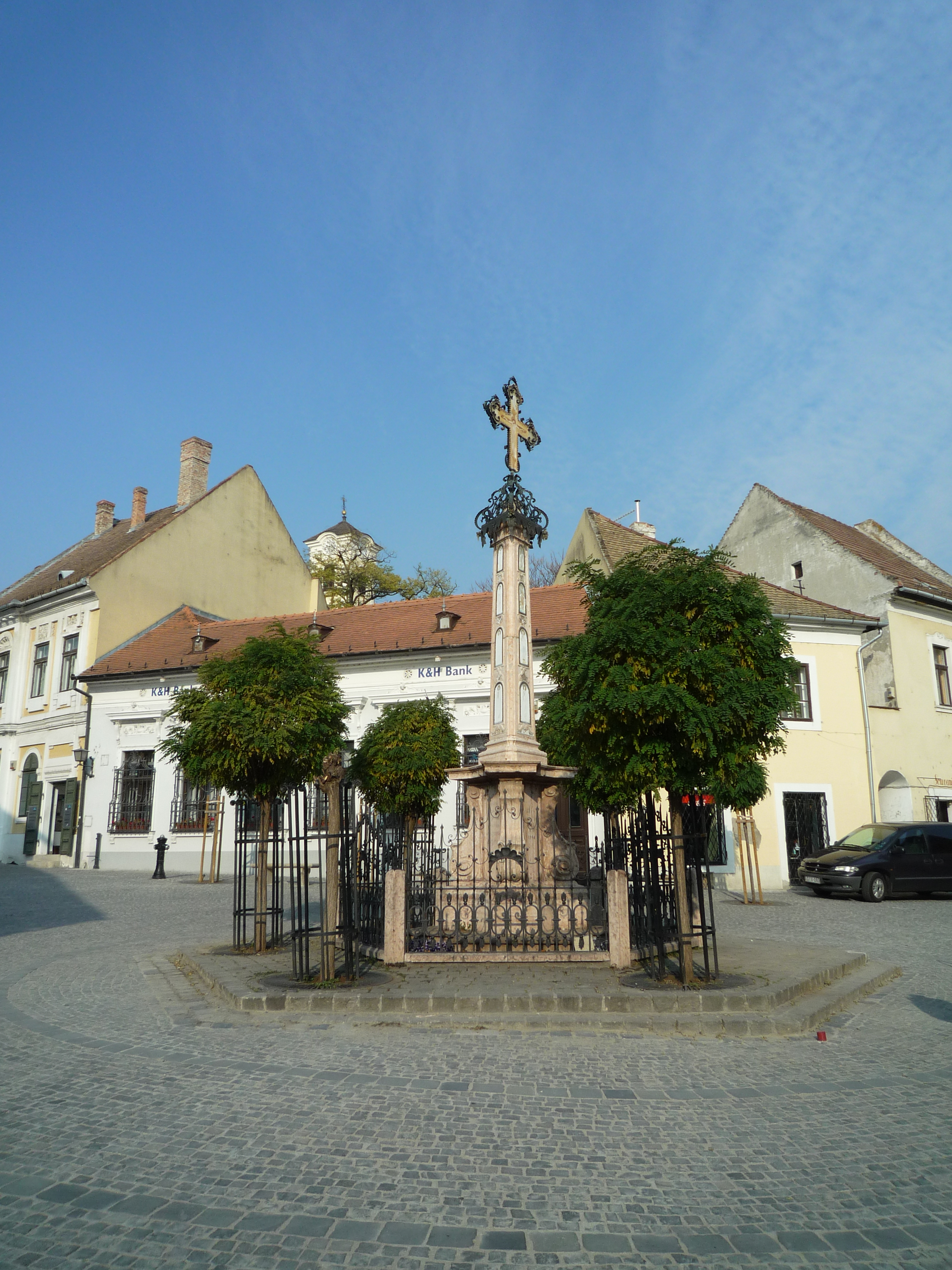